# John E. Jackson (Literaturwissenschaftler)
John Edwin Jackson (* 1945 in Kairo) ist ein britisch-schweizerischer Literaturwissenschaftler, Lyriker und Übersetzer.

## Leben
John E. Jackson verbrachte seine früheste Kindheit in Kairo und wuchs danach in Lausanne auf, wo er sämtliche Schulen bis zur Matura besuchte. Mütterlicherseits stammt er aus einer jüdischen Familie. Jackson wurde von Beginn an zweisprachig mit Französisch und Englisch erzogen. Er studierte Romanistik und Germanistik, die ersten zwei Jahre an der Universität Lausanne, anschliessend an der Universität Genf. Seine wichtigsten Lehrer waren Jean Starobinski, Jean Rousset, Bernhard Böschenstein, Roger Dragonetti und der in Zürich lehrende, aber oft in Genf weilende Georges Poulet. Jackson schloss das Studium 1969 mit dem Lizentiat ab und unterrichtete anschliessend an Genfer Schulen. 1976 promovierte er an der Universität Genf mit einer vergleichenden Studie über das Ich in den Gedichten von T. S. Eliot, Paul Celan und Yves Bonnefoy. Das Buch ist Bernhard Böschenstein, einem seiner Betreuer, gewidmet, über den er später sagte, er habe «von ihm mehr gelernt als von irgendwem sonst». Jackson war von 1970 bis 1976 Assistent und von 1976 bis 1977 Oberassistent für Französische Literatur in Genf. Ab 1977 war er ebendort Lehrbeauftragter für Vergleichende Literaturwissenschaft, lange Zeit als einziger Dozent neben dem hauptamtlichen Professor George Steiner. In den akademischen Jahren 1980/81 und 1984/85 nahm er zusätzlich Lehraufträge an der Universität Neuenburg wahr. 1985 wurde er schliesslich als ordentlicher Professor auf einen Lehrstuhl für moderne französische Literatur an der Universität Bern berufen, den er bis zu seiner Emeritierung 2010 innehatte. Daneben behielt er den Lehrauftrag in Genf noch bis ins Jahr 2000 bei. 2010 hielt er eine Vorlesung über Paul Celan am Collège de France.
Neben seiner akademischen Tätigkeit arbeitete Jackson als Literaturkritiker, vor allem für das Journal de Genève und später für Le Temps. Er war mit Claude Pichois Mitherausgeber und schliesslich Alleinherausgeber der Zeitschrift L’année Baudelaire. Nach seiner Pensionierung entfaltete er eine umfangreiche Übersetzertätigkeit, die sich auf philosophische, theologische und historische Abhandlungen erstreckt.
2019 veröffentlichte er unter dem Titel «En dormant sur un cheval…» eine Art Autobiographie, die sich an den für sein Leben wichtigsten Gedichten orientiert.

## Forschung
Jackson ist ein Spezialist für moderne Lyrik, vor allem aus dem französischen, deutschen und englischen Sprachraum. Besonders hat er sich mit Charles Baudelaire befasst, dem er vier monographische Studien und zahlreiche Aufsätze gewidmet hat. Daneben hat er sich intensiv mit der Lyrik Yves Bonnefoys, über den er eine der ersten Gesamtdarstellungen geschrieben hat und mit dem er auch persönlich befreundet war, und derjenigen Paul Celans auseinandergesetzt. Letzteren, den er persönlich kannte, hat er auch ins Französische übersetzt. Ausgangspunkt von Jacksons Forschungen ist die bereits in der Dissertation geäusserte Überzeugung, dass eine semiologische Analyse der Lyrik nicht ausreicht und um eine phänomenologische Betrachtung erweitert werden muss, wenn man der modernen Subjektproblematik gerecht werden will. Inspiriert von der Genfer Schule um Jean Starobinski, Jean Rousset, Georges Poulet, Bernhard Böschenstein und beeinflusst vom Werk Paul Ricoeurs, zielte Jacksons Untersuchung darauf, die Beziehung des Subjekts zur Aussenwelt, wie sie sich im Prozess des Schreibens vollzieht, zu erfassen. Literatur wird dabei nicht als ein selbstreferentielles Sprachspiel verstanden, sondern als Ausdruck existentieller Erfahrungen. Später hat Jackson auch die psychoanalytische Sicht einbezogen und dem Verhältnis zwischen Literatur und Psychoanalyse zwei Monographien gewidmet. Besondere Aufmerksamkeit schenkte er bei seinen Untersuchungen der Erinnerung als einer spezifischen Fähigkeit des Subjekts. Neben der Lyrik hat sich Jackson vor allem mit der Gattung der Tragödie beschäftigt (Shakespeare, Corneille, Racine, Kleist, Büchner).

## Schriften (Auswahl)

### Monographien
- Yves Bonnefoy (= Poètes d’aujourd’hui. 229, ISSN 0768-0171). Seghers, Paris 1976.
  - Vollständige Neufassung: Yves Bonnefoy (= Seghers. Poètes d’aujourd’hui.). Robert Laffont, Paris 2003, ISBN 2-232-12207-7.[15]
- La Question du moi. Un aspect de la modernité poétique européenne. T. S. Eliot, Paul Celan, Yves Bonnefoy. La Baconnière, Neuchâtel 1978, ISBN 2-8252-0006-9.
- La Mort Baudelaire. Essai sur les «Fleurs du Mal» (= Études baudelairiennes. 10). La Baconnière u. a., Neuchâtel u. a. 1982, ISBN 2-8252-0376-9.
- Le Corps amoureux. Essai sur la représentation poétique de l’éros, de Chénier à Mallarmé. La Baconnière, Neuchâtel 1986, ISBN 2-8252-0025-5.
- Eros et pouvoir. Büchner, Shakespeare, Corneille, Racine. La Baconnière, Neuchâtel 1988, ISBN 2-8252-0031-X.
- Passions du sujet. Essais sur les rapports entre littérature et psychanalyse. Mercure de France, Paris 1990.
- De l’affect à la pensée. Introduction à l’œuvre d’André Green. Mercure de France, Paris 1991, ISBN 2-7152-1705-6.
- Mémoire et création poétique. Mercure de France, Paris 1992, ISBN 2-7152-1777-3.
- À la souche obscure des rêves. La dialectique de l’écriture chez Yves Bonnefoy. Mercure de France, Paris 1993, ISBN 2-7152-1817-6.
- La Poésie et son Autre. Essai sur la modernité (= En lisant en écrivant. 1998). Librairie José Corti, Paris 1998, ISBN 2-7143-0634-9.
- Mémoire et subjectivité romantiques. Rousseau, Hölderlin, Chateaubriand, Nerval, Coleridge, Baudelaire, Wagner. Librairie José Corti, Paris 1998, ISBN 2-7143-0676-4.
- Baudelaire (= Références. 579). Librairie générale française, Paris 2001, ISBN 2-253-90579-8.
- Souvent dans l’être obscur. Rêves, capacité négative et romantisme européen. Librairie José Corti, Paris 2001, ISBN 2-7143-0759-0.
- Baudelaire sans fin. Essais sur «Les Fleurs du Mal». Librairie José Corti, Paris 2005, ISBN 2-7143-0887-2.
- L’Ambiguïté tragique. Essai sur une forme du tragique au théâtre. Librairie José Corti, Paris 2008, ISBN 978-2-7143-0969-3.
  - Neuauflage: L’ambiguïté essentielle. Essai sur une forme du tragique au théâtre (= Études romantiques et dix-neuviémistes. 58). Classiques Garnier, Paris 2015, ISBN 978-2-8124-5070-9.
- Paul Celan. Contre-parole et absolu poétique. José Corti, Paris 2013, ISBN 978-2-7143-1107-8.
- Baudelaire et la sacralité de la poésie. Droz, Genf 2018, ISBN 978-2-600-05873-5.
- «En dormant sur un cheval…» Mémoire de poèmes (= Essais. 28). Les Belles Lettres, Paris 2019, ISBN 978-2-251-45033-9.
- Méridiens de l’histoire. Bonnefoy, du Bouchet, Celan (= La Journée critique de Zurich. 1). Éditions Slatkine, Genf 2020, ISBN 978-2-05-102856-1.
- De l’expérience poétique. Le Bruit du temps, Gouville-sur-Mer 2023, ISBN 978-2-35873-186-7.
- «Je est un autre». Métamorphoses de la subjectivité littéraire. Théâtre, récit, poésie (= La Journée critique de Zurich. 5). Éditions Slatkine, Genf 2024, ISBN 978-2-05-102946-9.

### Gedichte
- Chemins. Poèmes, 1971–1975. Pandora/Le Milieu, Aix-en-Provence 1979, ISBN 2-86371-007-9.
- L’Écorce (= Terre. 8). Thierry Bouchard, Losne 1983, ISBN 2-903166-23-4 (300 Exemplare).
- Sur les saisons. Unes, Le Muy 1986, ISBN 2-87704-083-6.
- Une écharpe d’eau fraîche. Unes, Le Muy 1986, ISBN 2-87704-041-0.
- La Sortie d’Égypte. Unes, Le Muy 1989, ISBN 2-87704-082-8.
- La Violence, la nuit. Le Taillis Pré, Châtelineau 2001, ISBN 2-930232-52-8.
- L’autre nom de Babylone. Le Taillis Pré, Châtelineau 2010, ISBN 978-2-87450-047-3.
- L’hiver de tout un siècle. Le Taillis Pré, Châtelineau 2013, ISBN 978-2-87450-071-8.

### Edition
- Charles Baudelaire: Les Fleurs du Mal (= Le Livre de Poche. 677). Librairie Générale Française, Paris 1999, ISBN 2-253-00710-2.

### Übersetzungen
Literarische Texte
- Johann Wolfgang Goethe: Esquisse d’un portrait de Winckelmann. La Baconnière, Neuchâtel 1980, ISBN 2-8252-0352-1.
- Paul Celan: Poèmes. Éditions Unes, Le Muy 1987, ISBN 2-87704-071-2.
  - Erweiterte Neuauflage: Paul Celan: Poèmes suivis d’un essai sur la poésie de Celan. Librairie José Corti, Paris 2004, ISBN 2-7143-0847-3.
- Paul Celan: Entretien dans la montagne. Übersetzt von John E. Jackson und André du Bouchet. Fata Morgana, Saint-Clément-de-Rivière 2010, ISBN 978-2-85194-776-5.

Wissenschaftliche und philosophische Texte (Auswahl)
- John Lewis Gaddis: De la grande stratégie. Les Belles Lettres, Paris 2020, ISBN 978-2-251-45109-1.
- William Bonner: Gagner ou perdre. Une histoire des civilisations. Les Belles Lettres, Paris 2020, ISBN 978-2-251-44972-2.
- Benn Steil: Le plan Marshall. A l’aube de la Guerre froide (= Histoire. 149). Les Belles Lettres, Paris 2020, ISBN 978-2-251-45134-3.
- Robert W. Jenson: Esquisse d’une théologie. „Ces ossements peuvent-ils revivre?“ Labor et fides, Genf 2020, ISBN 978-2-8309-1716-1.
- John Lewis Gaddis: La Guerre froide. Les Belles Lettres, Paris 2019, ISBN 978-2-251-44917-3.
- Stanley Hauerwas: L’Amérique, Dieu et la guerre. Réflexions théologiques sur la violence et l’identité nationale. Labor et fides u. a., Genf u. a. 2018, ISBN 978-2-8309-1652-2.
- Ronald Dworkin: Justice pour les hérissons. La vérité des valeurs (= Le Champ éthique. 63). Labor et fides, Genf 2015, ISBN 978-2-8309-1564-8.
- Philippa Foot: Le bien naturel (= Logos. 3). Übersetzt von John E. Jackson und Jean-Marc Tétaz. Labor et fides, Genf 2014, ISBN 978-2-8309-1536-5.
- Ben Shephard: Le long retour 1945–1952. L’histoire tragique des „Déplacés“ de l’après-guerre. Albin Michel, Paris 2014, ISBN 978-2-226-24625-7.
- Ronald Dworkin: Religion sans Dieu. Labor et fides, Genf 2014, ISBN 978-2-8309-1539-6.